# 大道寺将司
大道寺 将司（だいどうじ まさし、1948年〈昭和23年〉6月5日 - 2017年〈平成29年〉5月24日）は、日本の政治活動家、東アジア反日武装戦線“狼”部隊のメンバー。同部隊のリーダー格だった。

## 人物
北海道釧路市出身。小学生時代より、新聞を丹念に読んではスクラップ帳を作る公務員の父親や、北海道議会議員だった継母の義理の兄、そしてその息子で高校生ながらに60年安保反対運動の先頭に立っていた太田昌国らの影響から、政治への関心を持つようになる。中学校入学後は学区の中にアイヌ居住区が含まれていたため、多くのアイヌの同級生たちと交流する中で、その厳しい暮らしぶりや中学3年時でのアイヌに対する就職差別を目の当たりにし、問題意識を抱くようになった。
北海道釧路湖陵高等学校入学後はさまざまなデモに参加するようになる。同高を卒業後、大阪外国語大学を受験。不合格となるが、そのまま大阪に残り、釜ヶ崎近辺での約一年間の生活を経て、早稲田大学受験を口実に上京。実際には試験は受けず、そのまま浪人生活を送りながら、高校の同級生らとさまざまなデモに参加。そのなかで高校の先輩たちが中心の社会主義研究会に参加するようになる。この研究会の意向で法政大学に同会の運動の足場を固めるべく、同大文学部史学科に入学。

### 大学進学後
入学当初は文学部の自治会を掌握していた社青同解放派と行動したが、セクトの上意下達の雰囲気に馴染めず、大学のクラスメイトだった片岡利明らと法政大学Lクラス闘争委員会を結成した。他学科の哲学科や国文科（現在の日本文学科）にも参加を呼びかけた結果、一時は百数十名にも膨れ上がったが、全共闘運動、70年安保闘争の「敗北」とともに自然消滅する。大学も中退したが、闘争の継続の為に、片岡らLクラス闘争委員会のメンバー数人と共に研究会を結成。1970年7月7日に出された華僑青年闘争委員会の新左翼各派に対する「決別宣言」に衝撃を受ける。このことをきっかけにこの「研究会」では、「日本帝国主義」がアジアで行ってきた「悪行」について集中的に学習し、過激な反日思想を醸成させていった。そして、大道寺によれば北海道出身のアイヌへの贖罪意識があったという。
ゲリラ闘争への転換を決意し、反日戦線結成前（1971年）の「興亜観音・殉国七士之碑爆破事件」、「風雪の群像・北方文化研究施設爆破事件」、1972年末東アジア反日武装戦線「狼」部隊結成後、「お召し列車爆破未遂事件（虹作戦）」、「三菱重工爆破事件」及び他9件の連続企業爆破事件を起こす。三菱重工爆破事件では時限爆弾のペール缶を爆破現場に設置した。

### 逮捕後
1975年5月19日に大道寺将司は、大道寺あや子、佐々木規夫、片岡利明（益永利明）、斎藤和、浴田由紀子、黒川芳正と協力者1人らと一斉に逮捕された。後に9件の爆破事件で起訴された。
裁判中、容易に自供に応じたことへの後悔の念と、初期の支援団体を率いていた「狼」のメンバー佐々木規夫の兄らに焚き付けられるように激しい獄中闘争・法廷闘争を展開。その渦中において、日本赤軍が起こしたクアラルンプール事件ならびにダッカ日航機ハイジャック事件によって、「狼」のメンバーであった佐々木や大道寺あや子（高校の同級生で、東京での浪人時代からの活動仲間であり、将司の妻）および「大地の牙」メンバーであった浴田由紀子が超法規的措置で釈放・出国したが、唯一逮捕者の中で拒否した。
最高裁において1987年3月24日に死刑が確定した。
死刑が確定しながら執行されなかったのは、かつての「狼」メンバーであり、企業爆破に関与した佐々木および大道寺あや子が、日本赤軍が起こした2件のハイジャック事件（クアラルンプール事件・ダッカ日航機ハイジャック事件）の際、日本赤軍側の要求を呑んだ日本政府による超法規的措置として出獄し、海外において日本赤軍に合流後の消息が不明となっており、裁判が終了していないためとされる。
一方で獄中から、松下竜一、中山千夏、辺見庸らの知識人との交流の過程において、自身も文芸活動を開始。獄中で詠んだ句集『棺一基』は、2013年日本一行詩大賞の俳句部門を受賞した。
再審請求中であったが、2008年の最高裁で棄却された。
2017年（平成29年）5月24日、多発性骨髄腫により収監中の東京拘置所で死去。68歳没。

## 著書
- 『腹腹時計』
- 『明けの星を見上げて―大道寺将司獄中書簡集』れんが書房新社、1984年2月。ASIN B000J73GV4。
- 『死刑確定中』太田出版、1997年12月。ISBN 9784872333664。
- 『友へ―大道寺将司句集』ぱる出版、2001年。ISBN 9784893868596。
- 『鴉の目―大道寺将司句集』 2巻、現代企画室・海曜社、2007年1月1日。ISBN 9784773807028。
- 『棺一基 大道寺将司全句集』太田出版、2012年4月3日。ISBN 9784778313067。
- 『残の月 大道寺将司全句集』太田出版、2015年11月9日。ISBN 9784778314859。

## 関連テレビ番組
- 『失われた言葉をさがして 辺見庸 ある死刑囚との対話』(ETV 2012年4月15日放送)